# The Pact
The Pact är en amerikansk skräckfilm från 2012 i regi av Nicholas McCarthy och med bland andra Caity Lotz, Agnes Bruckner och Haley Hudson i rollerna. Filmen hade premiär i USA på Sundance Film Festival den 20 januari 2012 och släpptes på DVD i Sverige den 6 februari 2013.

## Synopsis
Nichole (Agnes Bruckner) åker tillsammans med sin dotter till sin mammas begravning i hennes hemstad och ringer till Annie (Caity Lotz) och ber henne komma. Men Annie vill inte på grund av de misshälligheter som hon anser sig varit utsatt för under barndomen. Nichole övertalar emellertid Annie, men efter begravningen försvinner Nichole och även deras kusin Liz (Kathleen Rose Perkins). Annie misstänker att det är något skumt med mammans hus och sätter igång en egen undersökning vad som ligger bakom försvinnanden. Vid sidan om företar en detektiv, Bill Creek (Casper Van Dien), sin undersökning. Annie och detektiven är inte riktigt överens om vad som ligger bakom mysterierna, och Annie anlitar ett medium, Stevie (Haley Hudson), för att försöka få svar på alla frågor.

## Rollista (i urval)
- Caity Lotz – Annie
- Agnes Bruckner – Nichole
- Casper Van Dien – Bill Creek
- Haley Hudson – Stevie

## Uppföljare
The Pact II eller The Pact 2 är en fristående fortsättning med i stort sett Caity Lotz och Haley Hudson som återkommande skådespelare. I övrigt ny regissör och nya aktörer. Filmen hade amerikansk premiär den 5 september 2014.